# Svatováclavská rota
Svatováclavská rota (oficiální název Dobrovolnická svatováclavská rota) byla vojenská jednotka českých kolaborantů s nacistickým Německem, která vznikla v Protektorátu Čechy a Morava koncem druhé světové války. Byla založena 5. března 1945 rozkazem Karla Hermanna Franka. Jednotka vznikla v rámci Kuratoria pro výchovu mládeže, dohled nad jejím formováním vykonával SS-Brigadeführer Bernhard Voss, výcvik zajišťovali příslušníci Wehrmachtu. Rota nebyla nikdy bojově nasazena, po vypuknutí květnového povstání kapitulovala a její příslušníci byli internováni.

## Výchozí situace
Češi s protektorátní státní příslušností (ale i Poláci z Generalgouvernementu) bojovat v německých ozbrojených silách nesměli, naopak kdo německou státní příslušnost měl (a nebyl Žid), narukovat musel. Což se týkalo i Čechů, kteří si podali žádost o německou státní příslušnost na vlastní žádost nebo Čechů z tzv. Deutsche Volksliste (Německého národnostního soupisu). Podle Tomáše Krystlíka se mohlo jednat přibližně o 80 000 protektorátních Čechů, jež byli na základě obdržení německé státní příslušnosti do německých ozbrojených sil povoláni (mezi ně patřili i synové E. Moravce Igor a Jurij). O povinných odvodech protektorátních Čechů se během války nikdy neuvažovalo (ani po první ruské zimě 1941–1942).
Když se německá armáda vyrovnávala s obrovskými ztrátami po první i druhé ruské zimě, Hitler trval na svém, že „Češi nejsou hodni cti býti povoláni do zbraně, protože jsou nepolepšitelní a zrádní“. I kdyby se jejich vojenské nasazení omezovalo pouze na dobrovolníky, stejně by nechtěl, „aby mu Češi po válce předložili politickou směnku, která by v důsledku (české) krve prolité pro říši obsahovala požadavky pro něj nesplnitelné“. Hitler nechtěl připustit, aby si Češi vybojovali právo na své poválečné zachování ve střední Evropě.
Emmert František: Češi ve Wehrmachtu
V prvních letech druhé světové války se sice v kruzích českých kolaborujících skupin objevily návrhy na zformování jednotek, které by bojovaly na frontě společně s Němci, ale žádný z nich nemohl být uskutečněn. Jednak kvůli odmítavému postoji Adolfa Hitlera a německého protektorátního vedení, které se obávalo přechodu těchto jednotek na stranu nepřítele, ale také kvůli české názorové roztříštěnosti ve výše zmíněných skupinách.
Na sjezdu Českého svazu válečníků (organizace sdružující veterány rakousko-uherské armády) v březnu 1944 jeho předseda Robert Rychtrmoc tuto myšlenku znovu oživil. V memorandu z dubna téhož roku, směřovaného Emanuelovi Moravcovi jako předsedovi Kuratoria pro výchovu mládeže v Čechách a na Moravě a ministrovi školství a lidové osvěty, doporučil mobilizaci patnácti ročníků branců o celkové síle 600 000 mužů. Ani tyto plány nepřicházely ještě v polovině roku 1944 u německého protektorátního vedení v úvahu.
Za první zvláštní organizaci Kuratoria pro výchovu mládeže v Čechách a na Moravě (KVMČM), která se vymykala běžné povinné službě, se dá považovat oddíl s názvem „Schar 240” (od konce léta 1944 Treuschar / Družina věrných či Věrná družina), jehož tvůrcem byl na přelomu let 1943 a 1944 Eduard Chalupa, hlavní pověřenec Kuratoria pro Prahu. Treuschar zanikl s budováním nových „ZZ-oddílů” (pohotovostních jednotek mládeže zvláštního zasazení), které byly Kuratoriem založeny na způsob Hitlerjugend-Luftschutzhelfer na odklízení trosek po spojeneckých náletech. K nim přibyly dívčí „oddíly DPJ” (Dívčích pomocných jednotek) na způsob BdM-Luftschutzhelferinnen a mladší „Vzorné roje” inspirované protipožárními spojkami z mladších chlapců HJ (Luftschutz-Meldefahrer).

## Dobrovolnická svatováclavská rota
Ke změně názoru německého protektorátního vedení na české ozbrojené formace došlo až se zhoršující se válečnou situací, kdy německé ozbrojené síly nasazovaly do bojů na frontě už i starce a chlapce. Začátkem roku 1945 přišel generální referent František Teuner s představou (pro německé vedení dosud nepřijatelnou) o bojovém nasazení Čechů.
Dobrovolnická svatováclavská rota bude sdružovat příslušníky Protektorátu, kteří se hlásí do boje se zbraní v ruce po boku Říše proti společným nepřátelům. Svatováclavská rota bude nasazena jen na území Protektorátu Čechy a Morava. Pokud se týká dozoru a péče, bude připojena ke Kuratoriu pro výchovu mládeže, které též postaví ze svých řad první dobrovolníky. Přihláška dobrovolníků se děje podepsáním prohlášení, v němž dobrovolník prohlašuje, že je ochoten vstoupiti do Svatováclavské roty a náležiti k ní do konce války.
Stanovy Dobrovolnické svatováclavské roty 

### Vznik
Na přelomu února a března 1945 svolal generální referent MUDr. František Teuner schůzku, které se účastnili JUDr. Josef Victorin (Teunerův osobní tajemník z právního oddělení KVMČM), Eduard Chalupa (hlavní pověřenec Kuratoria pro Prahu, velitel ZZ-oddílů), Marie Pechová (Teunerova sekretářka), Jaroslav Krigar (vedoucí kuratorního referátu pro vnější služby), Jan Ryba (hlavní pověřenec Kuratoria) z Uherského Hradiště) a pravděpodobně i německý poradce při třetí pracovní skupině pro duchovní výchovu Dr. Alois Krannich (organizátor atentátu na E. Beneše).
Účastníci se na schůzce dohodli, že požádají u německých úřadů o povolení k vytvoření ozbrojené jednotky v rámci Kuratoria, jejímž úkolem by bylo bojovat proti Rudé armádě. Na další schůzce ve stejném osazení byly dohodnuty kroky k založení „Dobrovolnické svatováclavské roty”. O vzniku Svatováclavské roty nebyl informován ani nejvyšší představitel Kuratoria ministr Moravec a prezident Emil Hácha. Dne 5. března 1945 podepsal K. H. Frank dekret o postavení dobrovolnické jednotky Kuratoria. Založení Dobrovolnické svatováclavské roty bylo MUDr. Teunerem oficiálně vyhlášeno na schůzi ústředního vedení Kuratoria dne 20. března 1945. 

### Organizace
Na organizačních poradách mezi MUDr. Teunerem, E. Chalupou, Dr. Krannichem a SS-Brigadeführerem Bernhardem Vossem (dohlížejícím na vytvoření roty) a za přítomnosti poručíka wehrmachtu Gerharda Beywla (velitele německých instruktorů z řad wehrmachtu) došlo také k ústnímu jmenování E. Chalupy velitelem (Kompanieführer) Dobrovolnické svatováclavské roty, přičemž Bernhard Voss během porad zdůraznil, že rota není součástí německé branné moci ani Waffen-SS.

### Uniformy a výzbroj
Rota používala nejprve uniformy vládního vojska bez jakéhokoliv označení, přičemž na vycházky a za horšího počasí se jednalo o soukenné uniformy (maskovací haleny a vysoké boty) a pro výcvik o uniformy plátěné (tmavomodré tepláky a bundy na zip). Václav Krigar jako vedoucí oděvního skladu měl pravděpodobně zajistit látku na uniformy, což dokládá jím podepsaný požadavek ze dne 28. března 1945 pro výrobu 50 uniforem - šedozelené látky na blůzy a černé látky na kalhoty. Dva týdny před svým zánikem obdržela rota kuratorní uniformu, která se od předpisové mírně odlišovala, jelikož na levém rukávu chyběla orlice a nápis byl vyšit šedě. Také čepice obdržely pravděpodobně střih podle německé polní čepice.
Podle předpisu sestávala uniforma z blůzy s vysokým uzavřeným límcem (rozhalenkou), límcovými výložkami Kuratoria a nárameníky s hodností. Levý rukáv blůzy měl být označen černo-bílou kuratorní orlicí a na manžetě levého rukávu černou páskou se stříbrným nápisem „Dobrovolnická svatováclavská rota“, pro mužstvo s hodnostním označením ve tvaru klínu nebo pásky. Kalhoty mužstva měly mít rovný střih a šedou barvu a boty šněrovací, velení kalhoty ve stejné barvě, ale jezdeckého střihu k holinkám (rajtky). Čepice byla ozdobena kuratorní orlicí a kokardou, přičemž u velení se stříbrným lemováním. Černý kožený opasek zdobila kuratorní přezka z bílého kovu a se znakem Kuratoria ve věnci z lipových listů.
Výstroj se skládala z helmy („hříbek“), chlebníku a torny (sumky na munici). Ve výzbroji roty se nacházely československé lehké kulomety (jeden pro desetičlenné družstvo), pušky s bodáky a granáty. Ostrou munici obdrželi příslušníci roty jen pro službu ve stráži (pět nábojů pro muže) a větší zásobu ostré munice fasovali pravděpodobně až v den zániku.

### Výcvik
Výcvik probíhal v táboře Kuratoria v areálu středočeských lázní Čeperka u Unhoště. Tábor musel být ale nejprve pro vojenský výcvik upraven, což znamenalo zabavení celého objektu a povolání k nouzové službě jak hoteliéra tak personálu, dále úpravy táborových ubikací na kasárenský typ, vybudování střelnice, cvičných zákopů, nemocnice, skladu, řemeslných dílen a kanceláří pro první turnus členů roty, s kterým se počítalo ještě před oficiálním oznámením 19. března 1945. Ten nakonec započal až 21. března 1945 v počtu 48 členů roty.
Plány SS-Brigadeführera Vosse předpokládaly výcvik prvního turnusu o velikosti 60 mužů a to v délce tří měsíců s lehkými pěchotními zbraněmi, u vybraných jedinců následný výcvik doplněný o speciální těžké zbraně. Z prvního turnusu měli vzejít rekruti pro budoucí instruktory. Vycvičení členové roty mohli nastoupit do řad vládního vojska. Velící řečí byla němčina. Výcvik nakonec trval pravděpodobně jen dva měsíce a ve výcvikovém táboře se na začátku května nacházelo 77 příslušníků mužstva.
Výcvik měl na starosti velitel Eduard Chalupa, který samotný vojenský výcvik ale neprováděl, ten zajišťovali pod vedením německého poručíka Gerharda Beywla němečtí instruktoři z wehrmachtu. V době obsazení tábora to byli: Feldwebel (šikovatel) R. Schröder a poddůstojníci v hodnosti Unteroffizier R. Haufe, W. Tegchen, J. Aigner, F. Richter. V jednotce se ale vystřídalo více mužů, neboť někteří ji opustili v průběhu výcviku. Rota se dělila na dvě čety, první četě velel Miroslav Janda, druhé četě nejprve František Taufer a po něm Jaroslav Novák. Příslušníci roty byli placeni a řadovému členovi náležel žold 10 korun denně.
Výcvik, jehož délka byla naplánována na tři měsíce, se skládal ze střelby z pušky a lehkého kulometu do kruhových terčů ve vzdálenosti 100 metrů, jednoho výcviku hodem granátem, výcviku v šermu bajonetem a teoretické instruktáže o konstrukci „pancéřové pěsti“ na cvičném modelu. Za celou dobu pobytu se ale členové roty dostali k ostrým střelbám z pušky pouze dvakrát nebo třikrát. V terénu probíhal výcvik s mapou. Nejtěžší zbraní, jakou jednotka disponovala, byl propůjčený kulomet MG 42. Vedle vojenského výcviku se ve stanovách roty počítalo s třemi hodinami politického školení (duchovní výchovy) týdně. Praxe byla pravděpodobně jiná, jelikož podle výpovědi F. Taufera mělo jít o jednu hodinu týdně, přičemž ji vyučovali Eduard Chalupa (velitel), Jan Nepomuk Pipota, Miroslav Janda (velitel první čety) a Jaroslav Novák (velitel druhé čety).
Do Svatováclavské roty se z pověření odbojových skupin Předvoj a Odboj československé mládeže přihlásil Jindřich Dufek, aby pro tyto skupiny získal informace o síle a určení jednotky. Další poznatky o rotě získal odboj i od úřednice Kuratoria Věry Novákové-Zlámalové, která sestavila částečný seznam jejích příslušníků.

### Zánik
Po vypuknutí květnového povstání 5. května 1945 na základnu jednotky přijel povstalecký oddíl pod velením vrchního policejního strážmistra Pertla (podle jiného zdroje v jeho čele stál major čs. armády Harant) Povstalci vyzvali velitele Chalupu ke kapitulaci a připojení k povstání. Chalupa nařídil příslušníkům své jednotky, aby vytvořili kruhovou obranu a spálil všechny kompromitující dokumenty. Poté Svatováclavská rota kapitulovala, byla odzbrojena a její příslušníci transportováni do internačního tábora v Kladně.